# Oude Statenzijl
Pour les articles homonymes, voir Statenzijl.
Oude Statenzijl est un hameau qui fait partie de la commune d'Oldambt dans la province néerlandaise de Groningue.